# Дублінський замок
Дублінський замок (англ. Dublin Castle; ірл. Caisleán Bhaile Átha Cliath) — головний урядовий комплекс будівель в Дубліні. До 1922 року головний форпост Британії в  Ірландії. Хоча замок існував уже за короля  Йоанна, першого  Лорда Ірландії, більшість будівель комплексу датуються XVIII століттям. У 1922  році замок в урочистій обстановці було передано першому ірландському урядові на чолі з  Майклом Коллінзом.

## Використання
Створений спочатку для зміцнення міста Дубліна, замок упродовж усієї своєї історії використовували з різною метою. У різний час він був резиденцією короля, намісників англійської корони в Ірландії. У замку також розміщувалися парламент і суди. З 1922 року протягом 10 років Дублінський замок виконував роль судового комплексу після сильних пошкоджень завданих під час  громадянської війни будівлі  Чотирьох Судів. У 1930-их роках було вирішено проводити в замку інавгурацію  президентів Ірландії. 1938 року в замку розміщувалася резиденція першого президента Ірландії  Гайда Дугласа. Відтоді в замку проводяться офіційні приймання глав іноземних держав, а також приймання іноземних делегацій, проводяться бенкети з нагоди державних свят.

## Історія
Дублінський замок почали будувати відразу після  нормандського вторгнення за наказом англійського короля  Йоанна Безземельного в 1204 році. Основні будівлі були готові вже до 1230 року. Побудований замок був типовою нормандською спорудою з внутрішнім двором оточеним високими товстими стінами з круглими вежами на кутах. Розташований на південному сході нормандського Дубліна, замок формував межу міста, використовуючи природну перешкоду — річку Поддл, річку також використовували для наповнення водою рову замку. Міський мур Дубліна, що проходив до північно-східної Порохової вежі замку, оточував усе місто і знову поєднувався з південно-західної вежею замку Бірмігем-Поддл. Стіна, що проходила до башти Бірмігем-Поддл, мала склепінчасті проходи для надходження води в рів замку, частина цієї стіни збереглася досі під будівлями XVIII століття й відкрита для перегляду відвідувачами. 

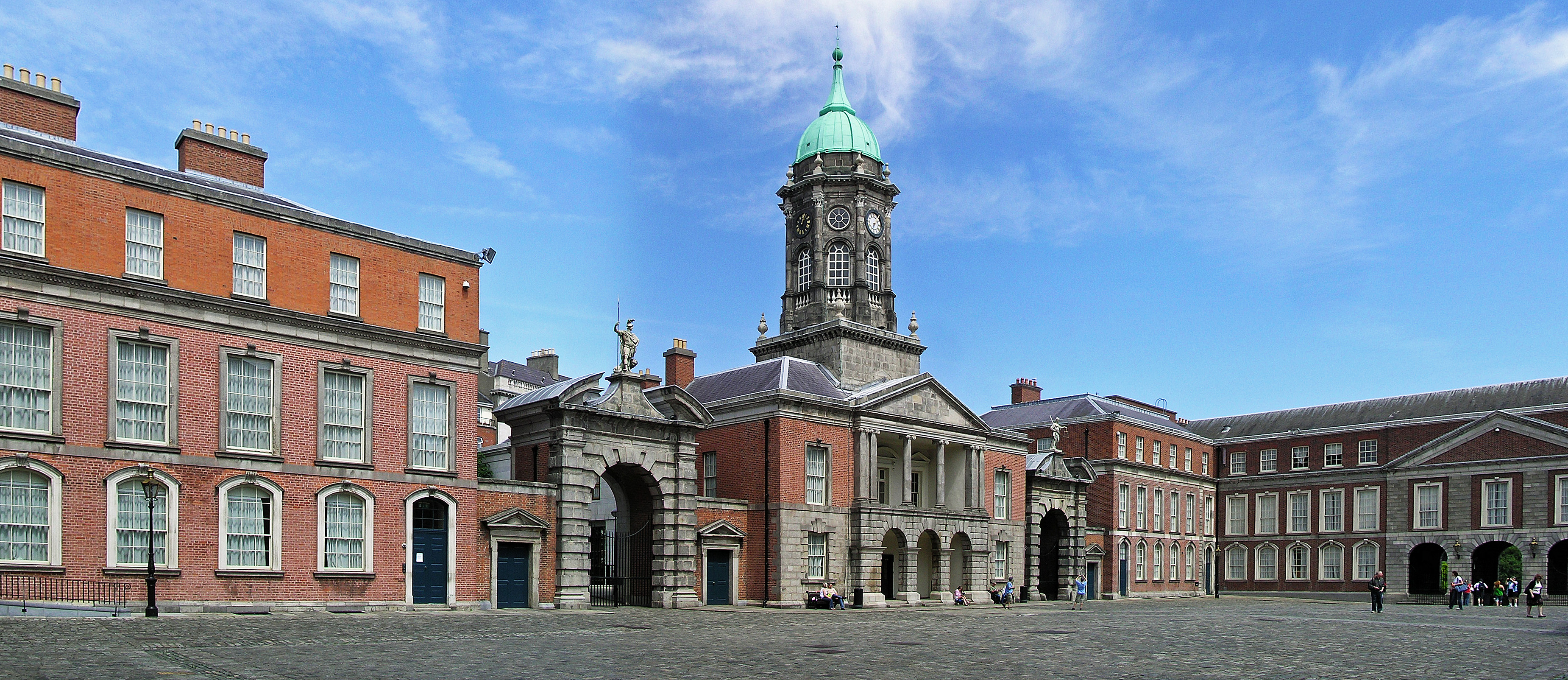
Капела та інші пам'ятки георгіанської архітектури

Протягом Середньовіччя дерев'яні будівлі внутрішнього двору зазнавали численних змін, найважливіша споруда того часу з каменю та дерева Великий Хол, яку використовували як будівлю парламенту, суду і бенкетної зали, був суттєво пошкоджений вогнем під час пожежі 1673 року й незабаром знесений. З початкових будівель замку не збереглося майже нічого, крім найвищої вежі Рекорд, побудованої в 1228-1230 роках, зубчаті стіни вежі надбудовано в XIX столітті.
Під час панування Британії в Ірландії фраза «католик замку» (англ. Castle Catholic) вважалася принизливою для ірландців і означала прихильність до британської адміністрації.
У 1907 році, незадовго до візиту короля  Едуарда VII із замку було викрадено найвищі відзнаки  ордена Святого Патріка (англ. Irish Crown Jewels). Королівські регалії одягалися монархом на церемонію посвячення нових лицарів. Місцеперебування викраденого невідоме досі.
Під час  англо-ірландської війни замок став осердям Британії в Ірландії і центром боротьби з ірландським сепаратизмом. Вночі 21 листопада 1920 року в підземеллях замку було вбито двох офіцерів  ІРА та їхнього друга «при спробі втечі». Згодом день 21 листопада 1920 року увійшов в історію як  Кривава неділя.
1922 року замок перейшов під юрисдикцію ірландського уряду і якийсь час його використовували як комплекс судових будівель. Після того як суди переїхали, замок використовували для державного церемоніалу, в 1930 році Еймон де Валера як президент Виконавчої Ради, від імені короля  Георга V отримав вірчі грамоти від послів іноземних держав. 1938 року замок використовували для інавгурації першого президента Ірландії Дугласа Гайда, надалі інавгурація президентів проходила там 1945, 1952, 1959, 1966, 1973, 1974, 1976, 1983, 1990 та 1997 року. 

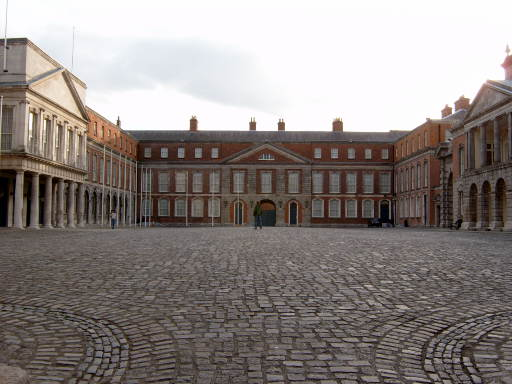
Верхній двір Дублінського замку

У листопаді 1974 року в замку відбулася громадська панахида за померлим на своєму посту президентом Ірландії Ерскіном Чайлдерсом, у вересні 1975 року в замку прощалися з 93-річним Еймоном де Валерою, який за два роки до смерті покинув пост президента Ірландії.

## Сучасність
Замок є архітектурною пам'яткою Дубліна і після капітальної реконструкції його використовують для проведення конференцій, під час головування Ірландії в Євросоюзі в першій половині 2004 року замок став місцем проведення багатьох зустрічей офіційних осіб та конференцій. Зараз в крипті королівської каплиці розташований центр мистецтв, а підземелля замку використовують для проведення концертів. Дублінський замок відкритий для відвідування, крім випадків проведення державних церемоній. У замку розташовано музей-бібліотеку Честера Бітті.